# Pycke
Pycke was een familie van Zuid-Nederlandse adel.

## Geschiedenis
- In 1730 werd Willem Pycke in de erfelijke adel opgenomen door zijn benoeming tot raadsheer en rekwestmeester van de Grote Raad van Mechelen.

## Genealogie
- Willem Ignace Pycke (1688-1733) x Isabelle Stalins (†1734)
  - Pierre Pycke (1721-1779), x Marie-Thérèse Goetsbloets (1725-1752), xx Isabelle Ameye (°1734)
    - Willem Pycke (1751-1839), x Marie van der Aa de Randerode (1752-1785)
      - Pierre Pycke (1778-1808), x Jacqueline Reyns
        - Auguste Pycke (zie hierna)
        - Edouard Pycke (zie hierna)

    - François Pycke (°1759), x Marie van der Straeten (†1815), vrouwe van ten Aerden en Stavele
      - Charles Pycke de ten Aerden (zie hierna)
      - Auguste Pycke de Peteghem (zie hierna)
      - Désirée Pycke (1797-1852), x burggraaf Charles de Moerman d'Harlebeke (1797-1854)

    - Pierre Pycke (1771-1820)

## Auguste Pycke
- Pierre François Auguste Pycke (Antwerpen, 17 september 1804 - Mechelen, 2 oktober 1858) verkreeg in 1846 erkenning in de erfelijke adel met de titel ridder, overdraagbaar bij eerstgeboorte. Hij trouwde in 1840 met Cornélie Scheppers  (1819-1897), nicht van Victor Scheppers. Ze hadden kregen een zoon.
  - Victor Pycke (1841-1875), trouwde in 1868 in Mechelen met Stéphanie van Ravestyn (1828-1879). Het huwelijk bleef kinderloos.

## Edouard Pycke
Jean Joseph Edouard Pycke of Edward Pycke d'Ideghem (Brussel, 11 december 1807 - Mechelen, 27 april 1892), broer van de voorgaande, trouwde met Anne-Marie Pieters (1796-1877). Het huwelijk bleef kinderloos. Edward Pycke werd in 1846 in de erfelijke adel erkend met de titel ridder, overdraagbaar bij eerstgeboorte. In 1887 werd hem de persoonlijke titel baron toegekend. Hij was provincieraadslid en bestendig afgevaardigde van Antwerpen en gouverneur van deze provincie.

## Charles Pycke de ten Aerden
- Charles François Ghislain Pycke de ten Aerden (Gent, 22 november 1791 - 21 juni 1855) werd in 1822 erkend in de erfelijke adel en in 1828 opgenomen in de Ridderschap van de provincie Oost-Vlaanderen. Hij trouwde met gravin Adelaïde della Faille d'Assenede (1794-1864). Ze kregen zes kinderen.
  - Theodule Pycke de ten Aerden (1826-1899) trouwde met Elise Robert de Saint-Symphorien (1844-1913). Ze hadden een enige dochter.

## Auguste Pycke de Peteghem
- Auguste François Ghislain Pycke de Peteghem (Gent, 22 november 1794 - Petegem, 2 september 1868) werd in 1842 erkend in de erfelijke adel met de titel baron van Peteghem. Hij was provincieraadslid van Oost-Vlaanderen. Hij trouwde in 1822 met Pauline Limnander de Nieuwenhove (1799-1870), dochter van Armand Limnander de Nieuwenhove, lid van de Provinciale Staten van Oost-Vlaanderen. Ze kregen zes zoons en twee dochters.
  - Oscar Pycke de Peteghem (1823-1903), senatorf en burgemeester van Petegem. Hij kreeg in 1871 de titel baron, overdraagbaar op alle afstammelingen. Hij trouwde in 1856 in Bergen met Mathilde de Robersart (1834-1916). Ze kregen vier zoons en een dochter.
    - Clémentine Pycke de Peteghem (1857-1944), trouwde in 1878 in Brussel met graaf Alphonse de Robiano (1846-1882), kleinzoon van Eugène de Robiano. Ze kregen een dochter, met afstammelingen tot heden. Na het overlijden van haar man trouwde ze in 1887 in Marchin met diens broer, graaf Gaëtan de Robiano (1853-1942). Ze kregen twee zoons en een dochter, met afstammelingen tot heden.
    - Gaston Pycke de Peteghem (1859-1933), burgemeester van Nouvelles, trouwde in 1886 in Brussel met Isabelle d'Oultremont (1862-1942), dochter van Emile d'Oultremont, diplomaat, lid van het Nationaal Congres en senator. Ze kregen een dochter, met afstammelingen tot heden. Met het overlijden van hun dochter in 1978 doofde het geslacht Pycke volledig uit.
    - Maurice Pycke de Peteghem (1859-1897), trouwde in 1888 in Gent met Marie-Thérèse Geelhand de La Bistrate (1865-1929). Ze kregen een dochter, met afstammelingen tot heden.
    - Georges Pycke de Peteghem (1863-1886)
    - Maximilien Pycke de Peteghem (1870-1919), trouwde in 1897 in Sint-Gillis met Édith de T'Serclaes de Kessel (1878-1946). Ze kregen drie dochters, met afstammelingen tot heden.

  - Amédée Pycke de Peteghem (1824-1898), diplomaat, senator en burgemeester van Poeke. Hij kreeg in 1859 de titel baron, overdraagbaar bij eerstgeboorte. Hij trouwde in 1859 in Den Haag met jkvr. Albertina Heldewier (1829-1907), hofdame van koningin Sophie, dochter van Albert Heldewier, diplomaat. Ze kregen twee zoons.
    - Paul Pycke de Peteghem (1862-1931), ambassadesecretaris, kreeg in 1914 vergunning om de Peteghem aan zijn naam toe te voegen. Hij trouwde in 1887 in Brussel met gravin Marie-Antoinette de Renesse (1865-1948). Ze kregen een dochter, met afstammelingen tot heden.
    - René Pycke de Peteghem (1865-1930), cavalerieofficier en burgemeester van Poeke, kreeg in 1914 vergunning om de Peteghem aan zijn naam toe te voegen en in 1927 werd hem de baronstitel verleend, overdraagbaar bij eerstgeboorte. Hij trouwde in 1896 in Brussel met Christine de Clerque Wissocq de Sousberghe (1874-1931). Ze kregen een zoon en een dochter, maar zonder nakomelingen.

## Pierre Pycke
Pierre Joseph Pycke (1770-1820) was onder het Franse keizerrijk maire van Gent en prefect van Middelburg. In 1810 werd hij opeenvolgend chevalier en baron d'empire. Onder het Verenigd Koninkrijk der Nederlanden werd hij in 1816 erkend in de erfelijke adel met in 1817 de titel baron, overdraagbaar bij eerstgeboorte. Hij werd lid van de Tweede Kamer. Hij trouwde met barones Marie de Keerle (1777-1843). Ze kregen drie zoons, die echter niet voor afstammelingen zorgden.